# シャドウ・イン・クラウド
『シャドウ・イン・クラウド』（Shadow in the Cloud）は2020年のアメリカ合衆国・ニュージーランドのサスペンスアクション映画。監督はロザンヌ・リャン、主演はクロエ・グレース・モレッツ。第二次世界大戦中のニュージーランドを舞台に、大型爆撃機に取り付いた空の魔物「グレムリン」と女性航空隊将校の死闘を描いている。

## ストーリー
第二次世界大戦の真っ只中である1943年8月のある夜、婦人補助空軍の士官モード・ギャレットは機密書類が入った鞄を携えて、オークランドからサモアへ向かう大型爆撃機、B-17「フールズ・エランド号」に乗り込んだ。機内でただ1人のよそ者、しかも女性ということもあって、モードはクルーたちから舐めた態度を取られ、狭い下部銃塔に押し込められる。唯一、書類鞄を預かったクエイド軍曹だけは彼女に親切であった。モードは飛行中の機体の外に未知の怪物の姿を目撃するが、同じく怪物を見たベッケル一等兵を除いては、クルーたちから信用されない。モードはようやく機内に上がる許可を得たが、銃塔のハッチが故障し開かなくなる。すると、先ほどの怪物が銃塔に閉じ込められたモードを襲い傷を負わせる。その後無線連絡が入り、モード・ギャレットなる士官は存在せず、同乗者名簿にも載っていないと判明。このことを問われたモードは、自ら銃塔に閉じこもってしまう。そこへ日本軍機が攻撃を仕掛けてきた。モードは迎撃に加わり、敵を撃墜するという大功を挙げた。
男性クルーたちはようやくモードのことを認め始め、あらためて事情を問い質す。モードは応じようとしないが、先刻の怪物が機体を壊そうとしているのを目にする。もう一人のクルーもその姿を見たが、やはり他の者たちは信用しない。機体の不調を怪しんだ機長が命じて彼女の書類鞄を開かせると、その中には書類ではなく赤ん坊が隠されていた。モードは遂に真実を語り出す。既婚者である彼女は夫からひどい虐待を受けており、そんな中関係を持ったクエイドとの間に子供を授かり、彼にも内密に産んだ。夫の手から逃れるため、彼女は赤ん坊を連れて飛行場に来て、偶然目にしたフールズ・エランド号に公務を装って乗り込んだ。彼女が名乗ったギャレットはみずからの旧姓だった。
機長がオークランドへ戻るべく変針すると、3機の日本軍機に襲われる。さらに怪物が現れ、クエイドに傷を負わせると赤ん坊を鞄ごとさらってしまう。モードが機体の外へ身を乗り出して拳銃を撃ち込むと、怪物はいったん退散したが、残された鞄がエンジンナセルに引っかかってしまう。主翼の下を伝って、何とか赤ん坊を機内へ連れ戻したモードだが、怪物の襲撃と日本軍機との戦闘とによって、クルーたちが次々と殺されてゆく。戦死した機長に代わったモードは、爆撃機を地上へ不時着させることに何とか成功する。またも怪物が襲ってきて赤ん坊を奪おうとするが、遂にモードによって息の根を止められるのだった。

## キャスト
※括弧内は日本語吹替
- モード・ギャレット：クロエ・グレース・モレッツ（沢城みゆき）
- スチュ・ベッケル：ニック・ロビンソン（白石兼斗）
- ジョン・リーヴス：カラン・マルヴェイ（坂詰貴之）
- ウォルター・クエイド：テイラー・ジョン・スミス（英語版）（赤坂柾之）
- アントン・ウィリアムズ：ビューラ・コアレ（金光宣明）
- トミー・ドーン：ベネディクト・ウォール（英語版）（藤井隼）
- ブラッドリー・フィンチ：ジョー・ウィロコフスキー（中野泰佑）
- テレンス・タガート：バイロン・コール（真木駿一）

## 製作
2019年1月30日、クロエ・グレース・モレッツが本作に出演すると報じられた。既にこの時点で、本作の脚本を執筆したマックス・ランディスは過去の性的暴行を告発されており、製作チームは彼の名前をクレジットから消すべく脚本のリライト作業を重ねた。しかし、全米脚本家組合の規定に則り、ランディスを本作の脚本家としてクレジットせざるを得なかった。6月、本作の主要撮影がニュージーランドで始まった。

## 公開・マーケティング
2020年9月12日、本作は第45回トロント国際映画祭でプレミア上映された。17日、ヴァーティカル・エンターテインメントとレッドボックス・エンターテインメントが約500万ドルで本作の北米配給権を購入した。12月10日、本作のティーザー映像が公開された。11日、本作のオフィシャル・トレイラーが公開された。

## 評価
本作は批評家から好意的に評価されている。映画批評集積サイトのRotten Tomatoesには39件のレビューがあり、批評家支持率は74%、平均点は10点満点で6点となっている。サイト側による批評家の見解の要約は「ある部分はモンスター映画であり、別の部分は戦争映画でもあり、さらにまた別の部分は社会風刺となっている。『シャドウ・イン・クラウド』は最初から最後まで諸要素をまとめ上げられているわけではないが、ポップコーン・ムービーとしては実に面白い。」となっている。また、Metacriticには9件のレビューがあり、加重平均値は63/100となっている。